# Hechtia zamudioi
Hechtia zamudioi là một loài thực vật có hoa trong họ Bromeliaceae. Loài này được Espejo, López-Ferr. & I.Ramírez mô tả khoa học đầu tiên năm 2008.